# How I Spent My Summer Vacation
How I Spent My Summer Vacation is het vijfde studioalbum van de Amerikaanse punkband The Bouncing Souls. Het album werd uitgegeven op 22 mei 2001 via het platenlabel Epitaph Records op cd en lp en is het derde album van de band dat via Epitaph Records is uitgegeven. Het werd heruitgegeven op lp in 2014. Het is het eerste album van The Bouncing Souls waar drummer Michael McDermott aan heeft meegewerkt.
Het album heeft een single voortgebracht, namelijk "Gone" (2001). Hier is ook het nummer "Manthem" op te horen.

## Nummers
1. "That Song" - 2:03
2. "Private Radio" - 2:13
3. "True Believers" - 2:31
4. "Better Life" - 1:50
5. "The Something Special" - 3:25
6. "Broken Record" - 2:50
7. "Lifetime" - 3:22
8. "Manthem" - 3:08
9. "Break-up Song" - 1:52
10. "Streetlight Serenade (To No One)" - 2:04
11. "Late Bloomer" - 2:48
12. "No Comply" - 1:58
13. "Gone" - 4:07

## Band
- Greg Attonito - zang
- Pete Steinkopf - gitaar
- Bryan Keinlen - basgitaar
- Michael McDermott - drums